# Немецкая вина

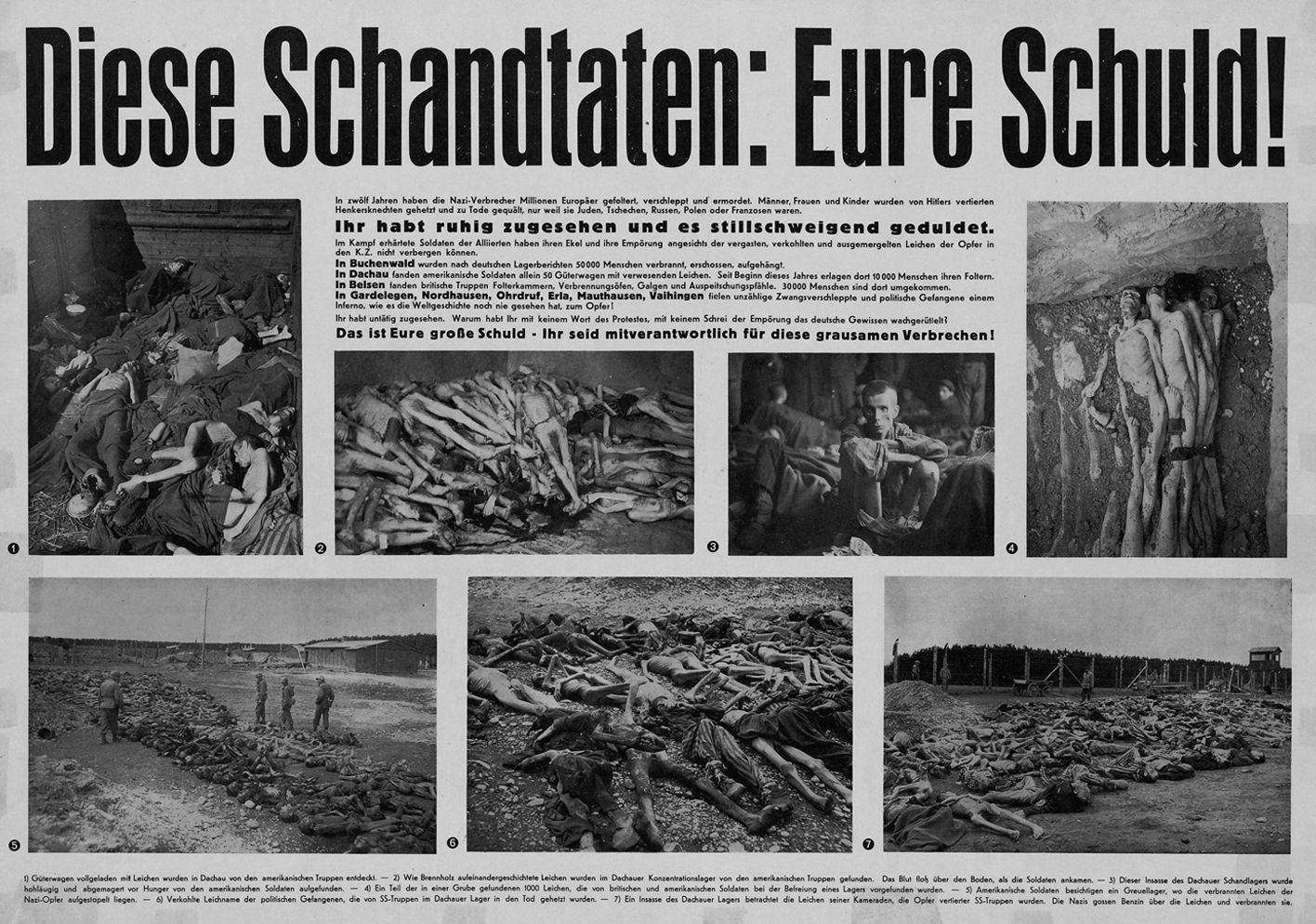
«Эти зверства — ваша вина!», плакат американской оккупационной администрации в Германии, 1945 год

Немецкая вина (нем. deutsche Schuld; нем. Kollektivschuld — общая вина) — чувство коллективной вины и стыда за содеянные в период нацистской Германии преступления, появившееся после поражения Германии во Второй мировой войне.

## Преодоление прошлого

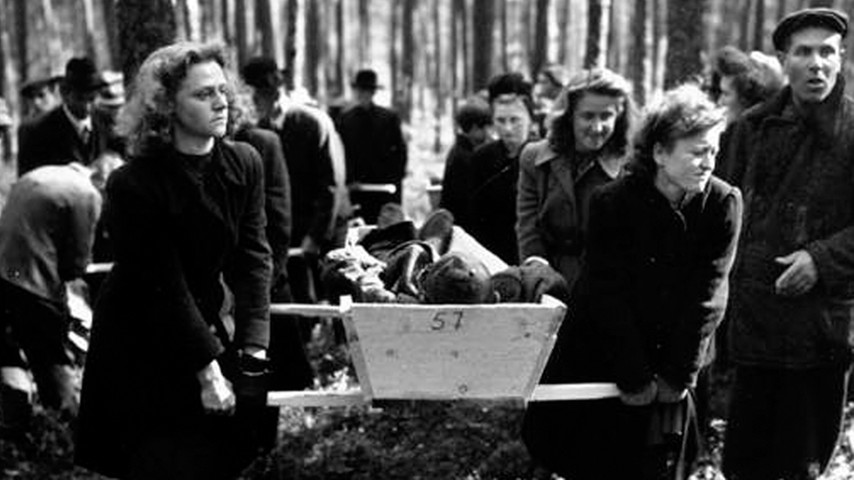
Жители Нойнбурга несут тела жертв СС для захоронения после их эксгумации из братской могилы, куда их сбросили убийцы. Капелланы Третьей армии США проведут панихиды, 29 апреля 1945 года

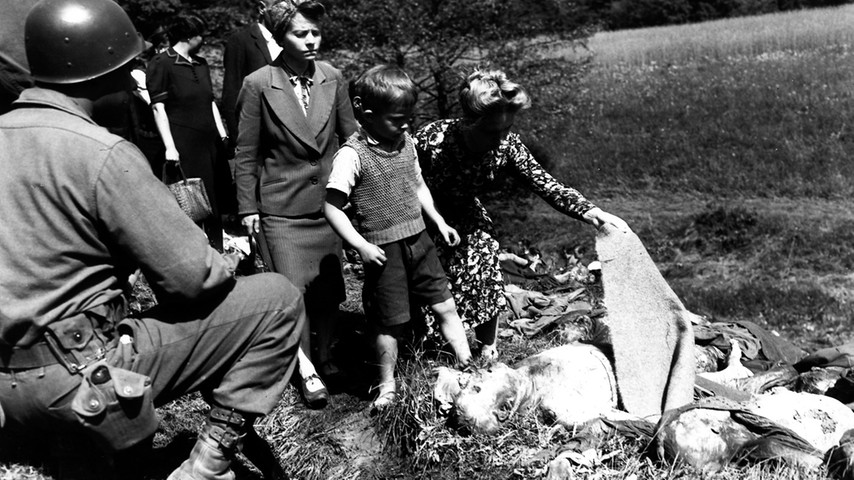
Немецкие граждане смотрят на тела нескольких из 800 убитых русских, поляков и чехов, чьи тела были эксгумированы недалеко от Намеринга по приказу военного администрации Третьей армии США. Жертвы ранее содержались в концентрационном лагере Флоссенберг, 17 мая 1945 года

В XX веке Германия столкнулась с проблемой преодоления тоталитарного прошлого. После поражения в 1945 году страна была полностью оккупирована и потеряла свою государственность.
В 1945 году был положен конец немецкому национальному государству и идее немецкой национальной идентичности, основанной на концепции «особого пути». В послевоенной Германии тема национального попадает в разряд табу. Центром послевоенной парадигмы мышления немцев становится «Вопрос о вине» (нем. Schuldfrage). Осуществляется полная денационализация образования: во многих школах не изучается текст немецкого гимна, не культивируется чувство любви к родине. В 1960 году был принят закон о запрете нацистской символики, знамён, жестов и др.

## «Вопрос о вине»
В послевоенное время проблема немецкой вины стала весьма актуальной среди философов. Ключевую роль в формировании послевоенного сознания немцев сыграл философ Карл Ясперс. Он начал общественно-политическую дискуссию, целью которой была выработка единого подхода к тоталитарному прошлому и способов его преодоления. Главное произведение Ясперса «Вопрос о виновности» (нем. Schuldfrage, 1946) заложило основы осмысления нацистской трагедии и формирования нового немецкого послевоенного сознания, став ответом на кризис идентичности, проявившийся в первые послевоенные годы.
Ясперс был одним из немногих, кто считал, что «признание национальной вины было необходимым условием морального и политического возрождения Германии». Он утверждал, что те, кто совершал военные преступления, виновны морально, а те, кто терпел их без сопротивления, виновны политически, что приводило к коллективной вине всех. Ясперс выступал в Германии с призывом к своим соотечественникам покаяться и искупить свою вину за массовые убийства людей, поскольку никто не может избежать этой коллективной вины, и принятие на себя ответственности за неё может позволить немецкому народу преобразовать своё общество из состояния катастрофы в более высокоразвитую и морально ответственную демократию. По его мнению, «проблема вины» требовала глубинного нравственного и духовного преодоления, связанного не только с насильственным наказанием за совершённые преступления, но и с внутренним обновлением человека. Ясперс утверждал, что о прошлом необходимо постоянно напоминать, что вопрос о вине — жизненно важный вопрос для немецкой души, и никакой другой путь не может привести к духовному возрождению. Идеи покаяния, смирения, ответственности за совершенное нацистами не приветствовались в обществе. Немцы стремились забыть последствия катастрофы, которые лежали на их плечах. Далеко не все немцы решились бы в то время открыто поддерживать непопулярную оккупационную политику союзников, необходимость огромных репараций и депортаций. По мнению Ясперса, опасность современного ему поколения заключалась в нежелании знать, стремлении забыть, отрицании событий 1939—1945 годов.

## Память о Холокосте как способ поддержания чувства вины

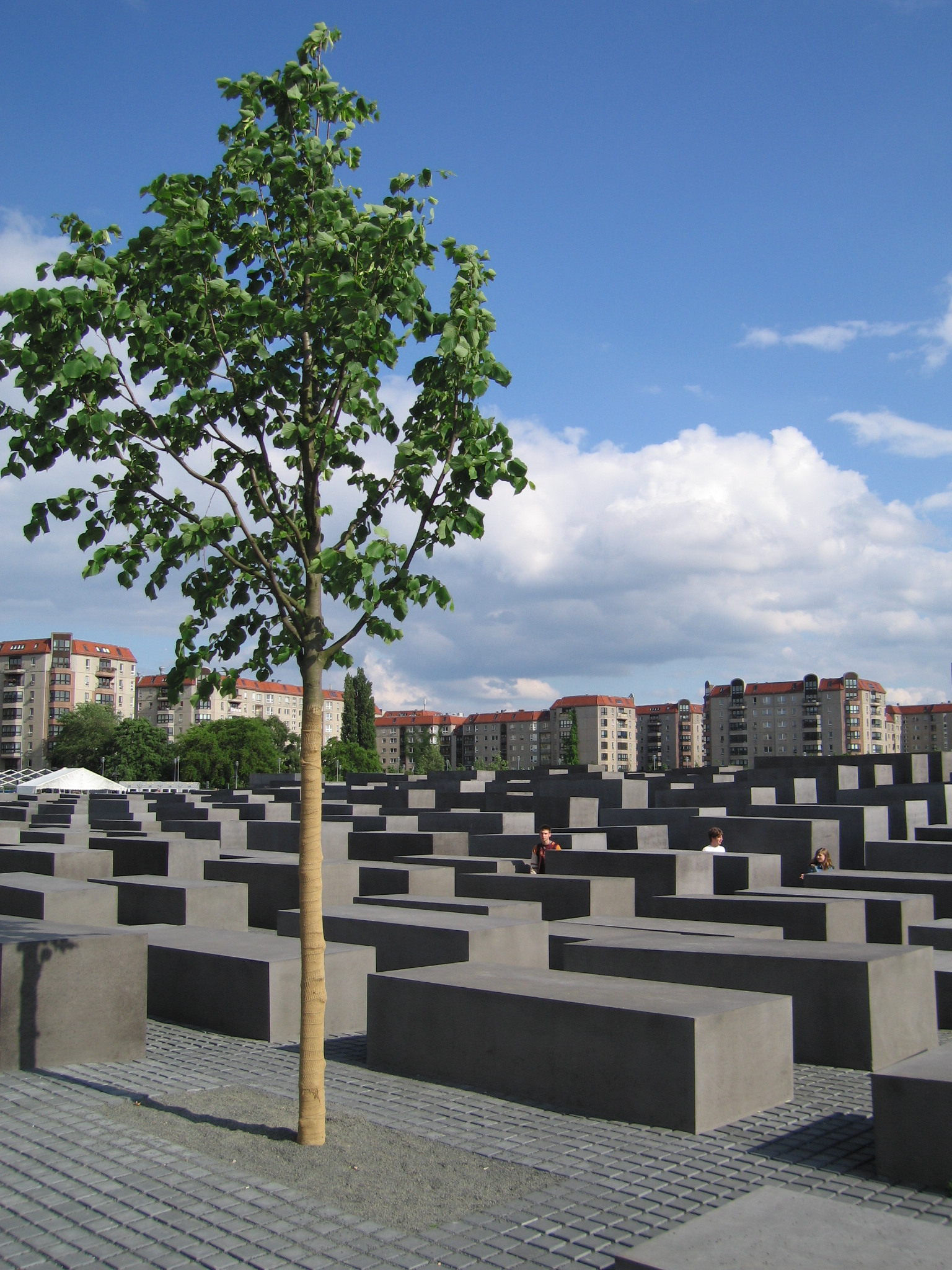
Мемориал жертвам Холокоста, Берлин

Нацистская политика была направлена на уничтожение широкого круга этнических и социальных категорий: евреев, цыган, советских военнопленных, поляков, гомосексуалов, Свидетелей Иеговы, масонов, безнадёжно больных и инвалидов, в перспективе — также значительную часть славян и других. Нацистская расовая доктрина включала идею, что евреи («семитская раса») являются расово неполноценными антиподами и естественными врагами «арийской расы господ», «недочеловеками», а славяне — представителями «низшей расы», потомками «арийцев» и «азиатских рас» (включая «финскую расу»), выродившимися до состояния «недочеловеков» в результате расового смешения и влияния азиатской крови. Евреи подлежали тотальной ликвидации. 60 % европейских евреев стали жертвами нацистской системы, что составляло 1/3 всех евреев мира. Жертвами нацистов стали 6 млн евреев, среди них 1,5 млн — дети.
Правительство ФРГ предпринимало усилия, направленные на сохранение у немецкого народа памяти о преступлениях, совершённых по отношению к евреям. Посредством поминальных богослужений и поддержания в прежнем виде развалин синагог, а также благодаря кинематографу поддерживается память о бесчеловечности нацистского режима. На немецком телевидении выпускается ряд документальных передач по данной теме, в Германии демонстрировалось большое число документальных и художественных фильмов о жертвах нацистского режима: «Дневник Анны Франк», «Ночь и туман», «Холокост», «Наши матери, наши отцы», «Воровка книг» и другие.
Писатель Гюнтер Грасс обращался к своим сыновьям:

Вы неповинны. И я, достаточно поздно родившийся, тоже считаюсь незапятнанным. Но только если я хотел бы забыть, а вы не хотели бы знать, как постепенно приходили к тому, к чему пришли, нас могут настичь простые слова: вина и стыд.

## Самоидентификация
Существуют различия в оценках восприятия Холокоста разными возрастными группами немцев. Самое старшее поколение, представляющее собой «носителей живой памяти», осознавая себя немцами, «отгораживается» от нацистов, считая их группой политических бандитов. Второе поколение, относясь критически к мнению родителей, пытается поместить Холокост в исторический контекст, проанализировать нацизм как явление, сформировавшее отрицательные чувства немцев. Исходя из моральных оценок («они — преступники, мы — другие»), рождается отождествление себя с пострадавшими от нацизма. При этом «национальная историческая традиция замещается универсальными (общечеловеческими) нормами». В третьем поколении формируется новое «генеалогическое» восприятие преступников: «это наши деды, да, они были другими, но в то же время они — немцы, а значит „мы“». По мнению историка Л. П. Репиной, «так осуществляется реконцептуализация немецкой идентичности, и шокирующий исторический опыт „возвращается“ в национальную историю».